# دانکی کونگ (بازی آرکید)
دانکی کونگ یک بازی ویدئویی آرکید توسعه‌یافته و منتشر شده توسط نینتندو می‌باشد. در این بازی بازیکن نقش ماریو را برعهده دارد که از روی سکوها می‌پرد و از نردبان بالا می‌رود تا از یک کارگاه ساختمانی بالا رود و پائولین را از چنگ گوریل غول‌پیکری به‌نام دانکی کونگ نجات دهد. این اولین بازی مجموعهٔ دانکی کونگ نیز است و همچنین اولین حضور ماریو در یک بازی ویدئویی.